# Marketing internetowy
Marketing internetowy – forma marketingu, używająca jako medium Internetu i strony WWW (World Wide Web). Służy do przesłania informacji marketingowej i pozyskania klientów. Przykłady marketingu internetowego to przede wszystkim różne formy reklamy między innymi strony rezultatów wyszukiwarki, baner, reklamy multimedialne, reklamy serwisów społecznościowych, interstitial, ogłoszenia reklamowe w Internecie, sieci reklamowe oraz e-mail marketing, łącznie z e-mail spam.
Początkowo reklama w Internecie przyjmowała formę tzw. mailingu, czyli wysyłania reklam za pomocą poczty elektronicznej. W 1993 roku nastąpiła rewolucja – powstała przeglądarka internetowa Mosaic, która potrafiła wyświetlać grafikę i ramki. Od tej pory reklamodawcy mogli dotrzeć do większej liczby potencjalnych odbiorców, a sama reklama mogła przyjąć formę graficzną. Druga połowa lat 90. XX wieku, to bardzo dynamiczny rozwój Internetu i technologii z nim związanych, w tym także reklamy. Jedną z popularniejszych form, jaką przyjmuje reklama internetowa, są banery. Oprócz nich, według badań Gemiusa najbardziej znaną formą reklamy internetowej jest mailing reklamowy. Za reklamę można uznać również ogłoszenia internetowe lub aukcje internetowe.

## Historia marketingu internetowego
Dział marketingu internetowego rozpoczął się w 1994, kiedy to HotWired sprzedał pierwszy banner reklamowy. Pieniądze wydawane na reklamę w Internecie przez przedsiębiorstwa i korporacje w USA wzrosły do 7,1 miliarda USD w 2001 roku (około 3,1% wszystkich wydatków na reklamę). Koniec ery „Dot-com” spowodował wyraźny spadek rynku reklamy internetowej.
Rynek rozpoczął ponowny wzrost w 2004 wraz z rozpoczęciem ery Web 2.0 oraz wzrostem zainteresowania inwestorów spowodowanym końcem kryzysu na rynkach światowych. Większość stron, z wyłączeniem stron zajmujących się bezpośrednią sprzedażą (Ebay), generowało swoje zyski przy użyciu sprzedaży bezpośredniej powierzchni reklamowej. Podczas pierwszej połowy 2007, reklamodawcy wydali 10 miliardów USD w samych Stanach Zjednoczonych. To odpowiadało łącznie 14% wszystkich wydatków na reklamę i promocję.
Google – nowy gracz na rynku reklamy internetowej – zdominował cały biznes, zwiększając swoje przychody siedmiokrotnie od 2004, kiedy był wyceniany na 29 miliardów, do 215 miliardów USD w grudniu 2007. Podczas 2007 zwiększyły swoje przychody 10-15 razy.
Biznes rozpoczął rozwój w stronę marketingu społecznościowego w okolicach 2009 roku. Marketing Społecznościowy skupia się głównie na stronach takich jak Facebook, Twitter, Hi-5, Reddit, Photobucket, Flickr, YouTube, Del.icio.us oraz Digg czy Instagram. Największą zaletą reklamy w mediach społecznościowych jest bezpośredni kontakt z klientem. Problemem, przed jakim są stawiane osoby zarządzające social marketingiem, jest badanie wpływu kampanii reklamowej na sprzedaż i przychód.

## Przewaga konkurencyjna w stosunku do tradycyjnych reklam
Największą korzyścią reklamy internetowej jest możliwość natychmiastowego publikowania informacji i treści, które nie są ograniczone pod względem geograficznym i czasowym. W tym celu pojawiające się obszary reklamy interaktywnej, stawiają nowe wyzwania reklamodawcom, którzy dotychczas korzystali z innych strategii.
Inną zaletą jest skuteczność inwestycji reklamodawcy. Reklama internetowa pozwala na dostosowanie reklam do zawartości stron internetowych. Na przykład Google Ads, Yahoo! Search Marketing, Google AdSense umożliwiają umieszczanie reklam na odpowiednich stronach internetowych lub obok wyników wyszukiwania słów kluczowych.

### Modele dochodowe
Istnieją zróżnicowane modele możliwości zakupu powierzchni reklamowych. Można je podzielić na trzy podstawowe grupy: sprzedaż na podstawie liczby odsłon (na określony czas, np. na dzień lub tydzień oraz na konkretną liczbę odsłon); sprzedaż na podstawie rozliczeń za konkretne działania konsumenta (opłata za kliknięcie w reklamę lub wykonanie określonego działania w serwisie, np. podanie danych kontaktowych); model łączący dwa powyższe sposoby sprzedaży, w którym oferowana liczba odsłon jest połączona ze sprzedażą działań. Najbardziej powszechnymi sposobami, za pomocą których reklama internetowa jest kupowana, są CPM, CPC, oraz CPA.
- CPM (Cost Per Mille) nazywane także „Cost per Thousand” (CPT) występuje, gdy reklamodawcy płacą za wystawienie swojej wiadomości określonej grupie odbiorców. „Per mille” oznacza za tysiąc wyświetleń, lub mnóstwo reklam, gdzie M wzięte zostało z łaciny (Mille = tysiąc)[9]. Niektóre wyświetlenia mogą nie być liczone, takie jak przeładowania lub wewnętrzne działania użytkownika. Jest to model najbardziej rozpowszechniony, pozwalający ustalić, za co płaci reklamodawca. Jedna emisja reklamy (odsłona) oznacza jednokrotne zaprezentowanie reklamy internaucie[10].
- CPV (Cost Per Visitor) występuje, gdy reklamodawcy płacą za przekierowanie docelowej grupy na strony reklamodawców.
- CPV (Cost Per View) występuje, gdy reklamodawca płaci za każdy jednorazowy widok reklamy lub strony internetowej (zazwyczaj używane z reklamami pop-ups, pop-unders oraz interstitial).
- CPC (Cost Per Click) jest również znana jako Pay per click (PPC). Reklamodawcy płacą za każdym razem, kiedy użytkownik kliknie na hasło i zostanie przekierowany na ich stronę internetową. W rzeczywistości nie płacą za wyświetlenie samej reklamy, lecz tylko wtedy, gdy reklama została kliknięta. System ten pozwala specjalistom od reklamy zawęzić wyszukiwania oraz pozyskać informacje o ich sprzedaży. W ramach systemu Cost Per Click, reklamodawcy płacą za prawo do bycia wymienionym w ramach serii słów kluczowych, co bezpośrednio ma związek z ruchem na ich stronie internetowej, oraz płacą jedynie, jeżeli ktoś kliknie na ich hasło, które wprost przekierowuje na ich stronę internetową. CPC różni się od CPV tym, iż za każde kliknięcie płaci się niezależnie od tego, czy użytkownik dociera do docelowej strony. Cena zazwyczaj uzależniona jest od formy reklamy i rozwiązań kreacyjnych (z zasady atrakcyjniejsze rozwiązanie graficzne bardziej zachęca do kliknięcia)[11]. Można zakupić określoną liczbę kliknięć lub zapłacić za wszystkie kliknięcia w danym okresie.
- CPA (Cost Per Action) lub (Cost Per Acqusition) oparty jest na wynikach i jest powszechny w biznesowym sektorze marketingu partnerskiego. W tym systemie płatności wydawca podejmuje wszelkie ryzyko prowadzenia reklamy i reklamodawca płaci tylko za ilość użytkowników, którzy zakończyli transakcję, taką jak zakup czy zarejestrowanie się, wypełnienie ankiety, zapoznanie się z danym tekstem. Jest to najlepszy sposób płacenia za reklamy banerowe i najgorszy sposób pobierania opłat.
  - Podobnie CPL (Cost Per Lead) reklamy jest taki sam, jak CPA i opiera się na wypełnianiu formularza przez użytkownika, rejestracji w newsletterze lub innych działaniach, które zlecający reklamę oczekuje.
  - Również wspólne, CPO (Cost Per Order) reklamy opiera się na zrealizowanych zleceniach.
  - CPE (Cost Per Engagement) jest formą Cost Per Action, po raz pierwszy wprowadzony w marcu 2008 roku. W odróżnieniu od Cost Per Impression lub Cost Per Click, model CPE oznacza wyświetlenie reklamy bezpłatnie oraz reklamodawcy płacą jedynie, gdy użytkownik wchodzi w interakcję z ich konkretnym elementem reklamowym. Owa interakcja użytkownika z reklamą może być rozumiana na wiele dowolnych sposobów.
- Cost Per Convertion Opisuje koszt pozyskania klienta, zazwyczaj obliczany dzieląc całkowity koszt kampanii reklamowej przez liczbę konwersji. Definicja „konwersji” różni się w zależności od sytuacji: czasem jest uważana za lead, sprzedaż lub zakup.
- CPD (cost Per Day) Reklamodawca płaci określony budżet dzienny.

### Ochrona prywatności
Zastosowanie reklamy internetowej ma wpływ na prawo do anonimowości i prywatności użytkowników. Jeżeli firma reklamowa umieściła banery na dwóch witrynach sieci Web, poprzez hosting plików graficznych wykorzystywanych w banerach oraz używanie tak zwanych plików third-party cookies, firma reklamowa jest w stanie śledzić przeglądanie przez użytkowników tych dwóch stron.
Pliki cookie innych firm mogą być blokowane przez większość przeglądarek w celu zwiększenia ochrony prywatności oraz ograniczenia możliwości śledzenia przez reklamę i firmy, bez negatywnego wpływu na użytkownika stron WWW. Wielu ekspertów reklamy posiada możliwość zastosowania metod uniknięcia reklamy behawioralnej z wykorzystaniem standardowych cookie, zatrzymujących w przeglądarce reklamy behawioralne.
Internet i nowe technologie stanowią duże wyzwanie dla prawa autorskiego i nową okazję dla stosowania jego zasad. Technologia cyfrowa stawia owe prawa przed dwoma rodzajami wyzwań. Po pierwsze, zmniejsza ona koszt wytwarzania kopii, po drugie umożliwia szybkie, łatwe i tanie rozprowadzanie kopii. Zmniejszone koszty dystrybucji pomagają sprzedawcom nielegalnych kopii, ale konieczność reklamowania takich produktów pozwala kontrolować piractwo. Pirat, który często praktykuje nielegalne ruchy w Internecie, staje się zauważalny i szybko zostaje złapany.

### Szkodliwe oprogramowanie
Istnieją również metody stosowania reklam, które uważane są za nieetyczne, a nawet mogą być niezgodne z prawem. Są to zewnętrzne aplikacje, które zmieniają ustawienia systemu (np. strony głównej w przeglądarce), spawn pop-ups, inserty (wkładki reklamowe) do niepowiązanych stron internetowych. Takie aplikacje są zwykle klasyfikowane jako oprogramowanie szpiegujące (spyware) lub reklamowe (adware). Mogą one ukrywać niejasne działania, wykonując proste usługi takie jak wyświetlanie pogody lub dostarczanie paska wyszukiwania. Programy te mają na celu oszukanie użytkownika, działając skutecznie jak konie trojańskie. Aplikacje te są często tak zaprojektowane, aby być trudnymi do usunięcia lub odinstalowania. Coraz większemu audytorium użytkowników online, z których wielu jest nieobeznanych z komputerem, często brakuje wiedzy oraz umiejętności technicznych, by chronić się przed tymi programami.

## Etyka
Internet pozwala wszystkim nadawcom, instytucjom, rządom, firmom i osobom prywatnym na publikację własnych treści. Tym samym jest medium anonimowym (choć istnieje możliwość ustalenia tożsamości użytkownika), co może być (i jest) zachętą do działalności niezgodnej z prawem, do zachowań nieetycznych, jest ziemią obiecaną dla różnorakich odmian piractwa (łamania praw autorskich), publikacji niecenzuralnych treści. Rozwój Internetu przyczynił się do próby wzrostu zastosowania go do celów komercyjnych. Coraz częściej jest on pośrednikiem między firmą a potencjalnym konsumentem. Do Internetu jako pierwsze wkroczyły duże firmy o zasięgu międzynarodowym, już teraz jednak także mniejsze przedsiębiorstwa nie wyobrażają sobie funkcjonowania na rynku bez zaznaczenia swojej obecności w światowej pajęczynie WWW.
Reklama internetowa obejmuje wiele form reklamy, z których część jest stosowana w sposób etyczny, a część nie. Niektóre strony internetowe wykorzystują wiele reklam, w tym migające banery, które rozpraszają uwagę użytkownika, inne zaś wprowadzają w błąd, wyglądając jak komunikaty o błędach w systemie operacyjnym, a nie reklamy. Witryny, które nieetycznie używają reklamy internetowej dla zysku, często nie zwracają uwagi na to, że na stronie umieszcza się linki, prowadzące do szkodliwego oprogramowania lub materiałów dla dorosłych.
Operatorzy witryn, którzy etycznie używają reklamy internetowej, zazwyczaj korzystają z niewielkiej ilości reklam, które nie mają na celu rozpraszać lub irytować użytkownika oraz nie odwracają uwagi od projektu i układu stron internetowych. Wielu właścicieli stron internetowych dotyczących bezpośrednio firm, którzy chcą umieszczać reklamy wie, że strona internetowa powiązana z reklamą jest uzasadniona.
Nadużywanie technologii takich, jak Adobe Flash doprowadziło niektórych użytkowników do zablokowania w ich przeglądarce lub używania wtyczki do przeglądarek takich, jak AdBlock, Adblock Plus lub NoScript. Wiele witryn stosuje scentralizowane usługi reklamowe, których reklamy mogą być blokowane, jako uboczny skutek środków mających na celu zapewnienie bezpieczeństwa i prywatności, ponieważ te usługi wymagają JavaScript oraz międzywitrynowych wywołań funkcji, podczas gdy funkcjonalności te są często niepotrzebne do korzystania ze stron internetowych i stanowią potencjalne źródło luk w zabezpieczeniach.
Uzasadnioną reklamą często jest tak zwane opt-in lub jasne zasady opt-out, co odróżniania je od spamu.

## Rodzaje i formy reklamy internetowej
Od początku Internetu formy marketingu w sieci znacznie ewoluowały, przeobrażając się od samych stron internetowych – jako ulotek dostępnych online, przez reklamy graficzne (display) aż do dzisiejszych zróżnicowanych form. Z czasem reklamy graficzne traciły na skuteczności, co przyczyniło się do rozwoju takich dziedzin marketingu internetowego jak content marketing, marketing wirusowy czy Inbound Marketing.
Poniżej przedstawiono najpopularniejsze rodzaje działań marketingowych w Sieci, a także wyszczególniono najpopularniejsze formy.

### Reklama graficzna (display)

#### Najpopularniejsze formy reklamy internetowej
- Baner: to najstarsza i nadal popularna forma reklamy w Internecie. Ma formę wydłużonego prostokąta, umieszczany jest w górnej części serwisu internetowego[16]. Kliknięcie myszką powoduje automatyczne przejście do reklamowanej strony lub serwisu. Maksymalny rozmiar prostokątnego banera to 468×60 pikseli (ew. 400×50), objętość pliku do 15kB[17].
- Billboard, megabaner, superbaner: dostępnymi wersjami są tradycyjny, pływający, rozwijany – następca tradycyjnego banera, poziomy, wydłużony prostokąt, obecnie najpopularniejsza forma reklamy internetowej. Wyświetlany prawie wyłącznie w najlepiej widoczniej, górnej części serwisu internetowego[18].
- Skyscraper: dostępnymi wersjami są tradycyjny, pływający, rozwijany – nazywany także banerem pionowym. Reklama zamieszczana zazwyczaj z boku serwisu internetowego, najczęściej po jego prawej stronie. Jego zaletą jest duża powierzchnia i kształt[19].
- Box śródtekstowy (rectangle): baner graficzny (300×250 px) umieszczony centralnie na stronie, wewnątrz treści prezentowanych artykułów lub w sidebarze. Tego typu banery są często stosowane w portalach, wortalach tematycznych oraz na witrynach, gdzie prezentowane są długie artykuły lub raporty[20].
- Button: niewielka, prostokątna reklama graficzna o rozmiarach 120×60 pikseli i wadze do 8 kB[21]. Zamieszczany zazwyczaj przy bocznej nawigacji serwisu internetowego (po prawej lub lewej stronie). Button jest formą sprzedawaną bardzo często w modelu Flat Fee, co oznacza, że reklamodawca wykupuje stałą obecność np. na tydzień lub nawet na dłuższy czas[18].
- Box 125×125 – spopularyzowany przez jedną z sieci reklamowych kwadratowych buttonów z bokami o wymiarze 125 px.

#### Inne formy reklamydisplay
- Floating ad (top layer): reklama, która porusza się po ekranie użytkownika lub unosi się nad treścią. Zazwyczaj w formie animacji z możliwością dołączenia dźwięku lub krótkiej muzyki, wyświetlana nad zawartością strony na tzw. warstwie[18].
- Expanding ad: reklama, która zmienia rozmiar i która może zmieniać zawartość strony internetowej.
- Polite ad: metoda, dzięki której duże reklamy zostaną pobrane w mniejszych częściach, aby zminimalizować zakłócenia wyświetlanej zawartości.
- Tapeta (watermark): reklama, która zmienia tło strony przeglądanej. Tapeta zwykle zawiera logotyp firmy lub produktu albo element graficzny promujący markę produktu. Jest łączona ze sponsoringiem strony lub określonym działem witryny WWW[21].
- Trick banner: baner reklamowy, który wygląda jak okno dialogowe z przyciskami. Symuluje się komunikat o błędzie lub ostrzeżenie.
- Pop-up: nowe okno, które otwiera się przed obecnym, wyświetlając reklamy lub całą stronę internetową. Okno z reklamą nie ma pasków nawigacyjnych ani możliwości zmiany rozmiaru. Po kliknięciu reklamy pojawia się witryna reklamodawcy[21].
- Pop-under: podobny do pop-up z tym, że okno jest załadowane lub wysyłane za bieżącym oknem tak, aby użytkownik nie widział go aż do zamknięcia jednego lub więcej aktywnych okien. Rozmiar okna pop-under może być dowolny, maksymalnie do rozdzielczości ekranu, dzięki temu pop-under oferuje dużą powierzchnię reklamową, co zapewnia spore możliwości zaprezentowania bardziej skomplikowanych przekazów[21].
- Reklama video: podobna do baneru reklamowego, z tym że zamiast obrazu statycznego lub animowanego, wyświetlane są klipy video. Jest to rodzaj reklamy najczęściej spotykanej w telewizji, coraz więcej reklamodawców będzie używać tych samych nagrań zarówno w telewizji, jak i w reklamie internetowej.
- Reklama na mapie: powiązane teksty lub linki zewnętrzne, występujące z / lub w stosunku do lokalizacji na mapie elektronicznej, takiej jak Google Maps.
- Reklama na telefonie komórkowym: SMS lub wiadomość multimedialna (MMS) przesyłana na telefony komórkowe.
- Superstitial: animowana reklama na stronie sieci Web z Enliven Marketing Technologies. Wykorzystuje video, treści 3D w celu dostarczenia reklam takich jak telewizyjne. Wcześniej znane były jako reklamy Unicast Transitional, gdyż były one początkowo tworzone przez Unicast Communications w roku 2004, kolejno zmieniły nazwę na Enliven w roku 2008[22].
- Interstitial: całostronicowa reklama wyświetlana, zanim użytkownik dotrze do pierwotnego adresu. Reklama przerywa na moment możliwość oglądania strony, zmuszając w ten sposób użytkownika do zapoznania się z treścią[23].

Ponadto reklamy zawierające streaming video lub streaming audio stają się coraz bardziej popularne wśród reklamodawców.

### E-mail marketing
Reklama przesyłana pocztą elektroniczną jest drugim po banerach najbardziej rozpoznawalnym typem reklamy internetowej. E-mail marketing jest formą reklamy, przesyłanej konsumentom na ich konta e-mail, która może mieć kilka odmian. Najpopularniejszą jest reklama graficzna przesyłana do użytkownika, która wyświetla się w oknie programu pocztowego. Mailing to listy poczty elektronicznej w formie plików tekstowych, html bądź flash, kierowane do użytkowników kont poczty elektronicznej. Wraz ze wzrostem szybkości łączy wykorzystywanych przez użytkowników rosną także limity wielkości reklamowych przesyłek e-mailowych ustalane przez portale i serwisy dysponujące bazami danych internautów.
Reklama w newsletterach bardziej nawiązuje do reklamy prasowej i internetowej reklamy typu display. Tego typu reklama różni się od reklamy e-mail. Przede wszystkim dlatego, że w większości przypadków użytkownicy świadomie dokonują subskrypcji newsletterów zawierających informacje na interesujące ich tematy. Można tym samym stwierdzić, że skoro użytkownicy wyrazili zgodę na regularne otrzymywanie danych informacji, zapoznają się z nimi. Z tego wynika, że reklama zamieszczona w biuletynach może być bardziej zauważalna i szybciej zapamiętana. Niewątpliwie reklama w newsletterach jest skuteczniejsza niż wysyłana wprost na bezpłatne skrzynki pocztowe. Jednak zasięg tego typu reklamy jest mniejszy, niż reklamy e-mail, ze względu na niewielką liczbę subskrybentów biuletynów.
Uzasadnieniem reklamy e-mail lub e-mail marketingu jest często określenie „opt-in e-mail”, aby odróżnić ją od spamu, gdyż reklama internetowa często kojarzona jest ze spamem. Pomimo tego negatywnego zjawiska reklama wykorzystująca e-mail nadal stanowi około 10 proc. wszystkich wydatków na reklamę w Internecie.

### Marketingpartnerski
Marketing partnerski jest formą reklamy internetowej, w której reklamodawcy umieszczają kampanie reklamowe na potencjalnie dużej ilości małych (lub dużych) stron właścicieli, którym opłaty płacone są tylko wtedy, kiedy reklamodawca odnotowuje wzrost aktywności. Zazwyczaj pod warunkiem wystąpienia konkretnych, mierzalnych rezultatów kampanii (formularz, sprzedaż, rejestracja, etc.). Dziś jest to zwykle realizowane poprzez zawieranie umów z siecią partnerską. Taki sposób rozliczania określany jest mianem PPC (pay per click) lub PPA (pay per action).
Marketing partnerski był wynaleziony przez CDNow.com w roku 1994 i celował w Amazon.com, kiedy uruchomił program partnerski w roku 1996, zwany Associate Program. Sklep internetowy wykorzystał program do generowania niskiego kosztu ekspozycji marki, zapewniając jednocześnie małym stronom internetowym możliwość zarobienia dodatkowych dochodów.

### Remarketing
Targetowanie behawioralne reklam przeprowadzane jest na podstawie danych uzyskanych podczas rejestrowania niektórych zachowań danego użytkownika w Sieci. Na przykład jeżeli użytkownik wie, że niedawno odwiedził wiele sklepów samochodowych/porównywarek, na podstawie analizy prezentowane są reklamy o tematyce samochodowej, kiedy odwiedza inne strony internetowe. Wiele systemów reklamowych umożliwia działania remarketingowe na podstawie analizy zachowań klientów.
Bardzo skutecznie stosowany w systemach reklamy display, prezentując grafikę dopasowaną do wcześniej poszukiwanych przez użytkowników treści.

### Reklama semantyczna
Ten rodzaj reklamy polega na analizie semantycznej stron internetowych. Proces ten ma na celu dokładne interpretowanie i klasyfikowanie znaczeń oraz/lub głównych tematów stron, a następnie wypełnianiu jej targetowymi spotami reklamowymi. Przez ściśle powiązane treści reklamowe, zakłada się, że odbiorcy będą bardziej skłonni do wykazywania zainteresowania (np. poprzez zaangażowanie) reklamowanym produktem lub usługą.
Przykładem są reklamy kontekstowe Google AdWords umieszczane w serwisach przez właścicieli serwisu, a także reklamy tego systemu umieszczone w pasku bocznym aplikacji webowej GMail.

### Video marketing
Jednym z rodzajów reklamy internetowej jest także video marketing. Strategia ta w długofalowej perspektywie zakłada realizację celów przy pomocy treści filmowych. Działania video marketingowe powinny być prowadzone w wielu różnych kanałach tak, aby realizowały podstawowe założenia metody AIDA – przyciągnięcie uwagi oraz zainteresowania odbiorcy (attention, interest), wywołanie w nim poczucia pożądania danego przedmiotu (desire) oraz skłonienie konsumenta do wykonania określonego działania (action) – np. zakupu.
Treści filmowe tworzone w ramach video marketingu są także chętnie wykorzystywane w celu zwiększenia świadomości o marce czy wypromowania jej produktów lub usług.
Za przykładowe kreacje strategii video marketingowej można uznać np. 
- video-blogi;
- poradniki;
- szkolenia on-line w formie wideo (webinary);
- recenzje produktów.

## Organizacje i standardy marketingu internetowego[31]
Niedawno podstawowymi formami reklamy internetowej były standardowe banery oraz witryny WWW firm lub produktów. Jednak rynek reklamy rozwija się bardzo prężnie, wpływając na rozwój coraz to nowszych rodzajów reklamy internetowej. Dzięki możliwości łatwego mierzenia ich skuteczności, reklamy te wciąż są modyfikowane, co powoduje obecność takich form reklamowych, jak megabannery, pop-upy`, interstitials itp. Według najnowszych tendencji rynkowych wkrótce powszechne staną się także internetowe odpowiedniki reklam telewizyjnych, a wszystkie te zmiany są próbami zainteresowania aktywnego użytkownika reklamą tak, by okazała się ona w efekcie skuteczna. Standardy formatów reklamowych są ustalane przez Interactive Advertising Bureau (IAB), czyli Biuro Reklamy Interaktywnej, organizację międzynarodową upowszechniającą Internet, jako medium reklamy. IAB posiada swój oddział europejski – IAB Europe, natomiast w Polsce funkcjonuje IAB Polska. Poza tym ustalaniem standardów w europejskim Internecie zajmuje się Europejskie Stowarzyszenie Reklamy Interaktywnej (EIAA).
IAB została założona w Stanach Zjednoczonych. Obecnie prowadzi działalność na całym świecie, zrzeszając podmioty rynku interaktywnego. Członkami IAB są m.in. America Online, Yahoo!, Google. Do istniejącego od 2000 roku polskiego oddziału stowarzyszenia IAB należy 230 podmiotów internetowych, m.in. Onet.pl, Wirtualna Polska, Interia, Portal Gazeta, poza tym sieci reklamowe, firmy badawcze, domy mediowe, agencje interaktywne.
Do zadań IAB Polska należą edukacja na temat możliwości wykorzystania potencjału reklamowego w Internecie, monitorowanie zjawisk zachodzących w Internecie i ich dokumentacja, promowanie badań ilościowych i demograficznych Internetu, ustanawianie, rozwój i weryfikacja standardów oraz zasad zastosowania reklamy w Sieci, dostarczanie informacji o Internecie i reklamie online szerokiej publiczności, popularyzacja i promowanie Internetu jako medium reklamowego równoprawnego z radiem, prasą i telewizją.
Pomimo iż większość reklam internetowych ma swoją cenę, która wynika z używania lub oddziaływania na reklamę, istnieje kilka innych metod reklamy online, które wymagają tylko jednorazowej płatności. The Million Dollar Homepage jest tego doskonałym przykładem. Odwiedzający byli w stanie zapłacić $1 za pixel powierzchni reklamowej i ich ogłoszenie pozostawało na stronie tak długo, jak strona internetowa istnieje bez dodatkowych kosztów.

## Struktura rynku serwerów reklamowych
Poniżej zamieszczono listę najlepszych dostawców serwerów reklam w roku 2008 z danymi w milionach widzów opublikowanych w sondażu Attributor. Od roku 2008 kontrole Google oszacowały 69% udział rynku reklamy.
| Sprzedawca           | Widzowie reklam (milion) |
| -------------------- | ------------------------ |
| Google               | 1118                     |
| DoubleClick (Google) | 1079                     |
| Yahoo!               | 362                      |
| MSN (Microsoft)      | 309                      |
| AOL                  | 156                      |
| Adbrite              | 73                       |
|                      | 3087                     |

Należy zauważyć, że Google nabyło DoubleClick w roku 2007 za kwotę 3,1 mld USD.